# 국제 생화학·분자생물학 연합
국제 생화학·분자생물학 연합(國際 生化學·分子生物學 聯合, 영어: International Union of Biochemistry and Molecular Biology, IUBMB)은 생화학 및 분자생물학에 관련된 국제 비정부 기구이다. 1955년에 국제 생화학 연합(International Union of Biochemistry)으로 설립된 IUBMB은 현재 77개의 회원국(2008년 기준)이 가입되어 있다.
IUBMB은 3년 마다 개최되는 생화학 및 분자생물학 학회를 주최하고, 빈번한 컨퍼런스, 심포지엄, 교육활동 및 강연을 후원한다.
IUBMB은 국제 순수·응용 화학 연합(IUPAC)과 공동으로 효소 명명법을 포함한 생화학적 명명법에 관한 표준을 발표한다.
IUBMB은 신진연구원들을 위한 우드 웰랜(Wood Whelan) 리서치 펠로우쉽 제도를 제정했다. 이것은 박사 과정의 학생들에게 권위있는 상으로 간주되고 있다. 후보자는 경쟁 프로젝트 제안서와 추천서를 토대로 선정된다. 수상 제도는 외국에 있는 다른 연구실에서 특정 프로젝트에 대한 연구 기회를 제공한다.

## 같이 보기
- 명명법
- 효소 번호
- 유기화학의 IUPAC 명명법
- 유럽 생화학 학회 연합회